# Mahićno
Mahićno este o localitate subrodonată orașului Karlovac din cantonul Karlovac, Croația.
1. 1 2  Register of spatial units of the State Geodetic Administration of the Republic of Croatia
2. ↑  List of Croatian settlements and delivery post offices, 3 ianuarie 2022